# Dama (Kai-Kai)
Pour les articles homonymes, voir Dama.
Dama est une localité du Cameroun située dans la commune de Kai-Kai, le département du Mayo-Danay et la Région de l'Extrême-Nord, à proximité de la frontière avec le Tchad.

## Population
En 1967, la localité comptait 956 habitants, principalement Mousgoum. À cette date, le marché hebdomadaire s'y tenait le jeudi.
Lors du recensement de 2005, on y a dénombré 3 485 personnes.

## Infrastructures
Dama est doté d'un collège public (CES).